# Brabham BT46
Brabham BT46 var en Formel 1-bil som användes under tävlingssäsongen 1978 av Brabham-stallet. En version av den blev känd som "fläktbilen", med sin stora kyfläkt monterad längst bak.

## Koncept
Brabham använde en 12-cylindrig boxermotor från Alfa Romeo som var tung och drog mycket bränsle. Det gjorde att föregångaren BT45 hade svårt att hänga med konkurrenterna eftersom bilen både var tyngre i grundutförande och behövde ha med sig mer bränsle. Dessutom var motorn stor i formatet och gjorde att man måste utnyttja den maximala bredd på bilen som var tillåten enligt reglementet. BT46 byggdes för att kompensera för de nackdelarna med en bättre väghållning. 
Man hade en fördel jämfört med andra stall i och med att motorn hade ca 50 hk högre effekt än den Ford-Cosworth V8 som de flesta använde. Uteffekten var 520 hk och vridmomentet 439 Nm. 
Under den här tiden var det flera stall som började förbättra bilarnas aerodynamik genom att utforma undersidan av bilen så att det uppstod ett undertryck som tryckte ner bilen mot marken. Till skillnad mot vingar, som också användes, gav den här utformningen av bilens undersida inte någon större ökning av luftmotståndet. I praktiken fungerade hela bilen som en upp och nervänd flygplansvinge. Alfa Romeo-motorns bredd gjorde att Brabham inte hade möjlighet att bygga de tunnlar som skulle leda upp luften bakom bilen och skapa undertrycket som behövdes. Inför säsongen 1979 fick Alfa Romeo i uppdrag att ta fram en V12-motor som skulle passa bättre, men under 1978 behövde man något som fungerade med den motor man hade. Lösningen blev att montera en överdimensionerad kylfläkt längst bak på bilen. Samtidigt som det förbättrade kylningen av motorn ökades luftflödet rejält under bilen och därmed fick man bättre väghållning. 

## Fläktbilarna

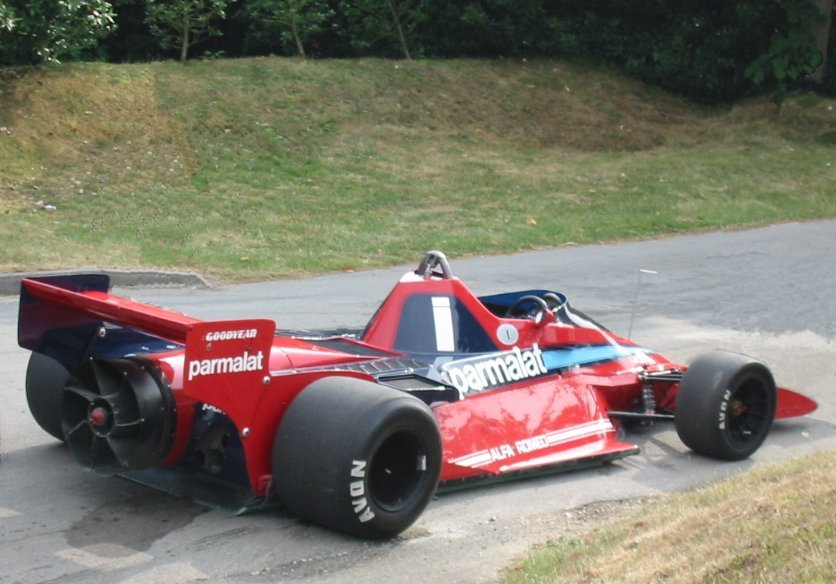
Brabham BT46B med kylfläkt.

Två bilar byggdes om med den stora kylfläkten och användes i Sveriges GP i Anderstorp 1978. Niki Lauda och John Watson deltog, och medan Watson körde av banan och bröt loppet var Lauda i en klass för sig. Detta blev dock den enda tävlingen där bilen fick användas.

## Kritik och förbud
Övriga förare och team protesterade mot de modifierade BT46-bilarna och hotade med att dra sig ur mästerskapen om de fick fortsätta. Förutom att skapa en så stark markeffekt att fjädringen nästan gick i botten drog den stora fläkten också upp stenar och grus från banan som kastades upp mot bakomvarande bilar. Teamets ägare Bernie Ecclestone förhandlade först fram en uppgörelse om att bilarna skulle få användas i ytterligare tre tävlingar, men internationella bilsportförbundet FIA ingrep och förbjöd konstruktionen med omedelbar verkan. I reglerna stod att inga rörliga aerodynamiska delar var tillåtna, så när man konstaterade att fläkten framförallt var till för väghållningen och inte för att kyla motorn förbjöds den i fortsättningen. Segern i tävlingen i Anderstorp fick däremot stå kvar, eftersom bilen inte ansågs ha brutit mot reglerna vid den tävlingen. 
Precis som i andra bilar med kraftig markeffekt kände förarna på ett tidigt stadium också att den här bilen skulle bli extremt fysiskt påfrestande att köra med, eftersom man kunde hålla högra fart genom kurvorna och g-krafterna i sidled blev betydligt större. Niki Lauda beskrev bilen som obehaglig att köra, och att föraren blev helt utlämnad åt tekniken för att kunna hålla bilen på vägen. 

## Efter förbudet
Bilarna som användes i Anderstorp återställdes till sitt ursprungliga skick och deltog i VM resten av säsongen. Ytterligare en version togs fram i slutet av säsongen (BT46C) där man flyttade kylarna till en plats strax bakom framhjulen för att få lägre luftmotstånd. Det lyckades dock inte så bra, och den versionen användes bara under träningen till Österrikes GP 1978, och sågs inte till mer i tävlingssammanhang. 

## Efterföljare
Inför säsongen 1979 planerades en ny modell som skulle heta BT47 med dubbla fläktar som skulle ha justerbara fläktblad. Men eftersom konstruktionen förbjöds kom den modellen inte längre än till ritbordet. Istället kom BT48, som var konstruerad från grunden med markeffekt och den nya V12-motorn. Den blev inte så framgångsrik som man hade hoppats. Aerodynamiken gav förarna otrevliga överraskningar när marktrycket snabbt kunde ändra sig och motorn var inte heller särskilt pålitlig. Mot slutet av säsongen byggdes bilarna om för att använda Cosworth V8-motorer i samband med att Alfa Romeo började göra tester med en egen Formel 1-bil.